# Штрмаць
Штрмаць (хорв. Štrmac) — населений пункт у Хорватії, в Істрійській жупанії у складі громади Света Неделя.

## Населення
Населення за даними перепису 2011 року становило 439 осіб.
Динаміка чисельності населення поселення:

## Клімат
Середня річна температура становить 13,43 °C, середня максимальна – 26,42 °C, а середня мінімальна – 0,45 °C. Середня річна кількість опадів – 1043 мм.
| Клімат поселення                              | Клімат поселення | Клімат поселення | Клімат поселення | Клімат поселення | Клімат поселення | Клімат поселення | Клімат поселення | Клімат поселення | Клімат поселення | Клімат поселення | Клімат поселення | Клімат поселення | Клімат поселення |
| Показник                                      | Січ.             | Лют.             | Бер.             | Квіт.            | Трав.            | Черв.            | Лип.             | Серп.            | Вер.             | Жовт.            | Лист.            | Груд.            |                  |
| Середній максимум, °C                         | 9,92             | 10,08            | 12,98            | 16,13            | 21,27            | 25,54            | 26,42            | 26,09            | 21,57            | 17,04            | 12,29            | 9,53             |                  |
| Середня температура, °C                       | 5,19             | 5,34             | 8,24             | 11,40            | 16,54            | 20,80            | 23,20            | 22,88            | 18,37            | 13,84            | 9,06             | 6,34             |                  |
| Середній мінімум, °C                          | 0,45             | 0,60             | 3,50             | 6,66             | 11,80            | 16,07            | 20,00            | 19,68            | 15,16            | 10,64            | 5,88             | 3,12             |                  |
| Норма опадів, мм                              | 84               | 68               | 75               | 79               | 70               | 81               | 56               | 81               | 96               | 123              | 129              | 101              |                  |
| Середньомісячна швидкість вітру, м/с          | 2.70             | 2.93             | 3.02             | 2.90             | 2.60             | 2.49             | 2.46             | 2.46             | 2.55             | 2.80             | 3.01             | 2.94             |                  |
| Середньомісячна сонячна радіація, кДж/м²·день | 4536             | 7387             | 10686            | 15216            | 19464            | 21231            | 22074            | 19243            | 14157            | 9111             | 4964             | 3842             |                  |
| --------------------------------------------- | ---------------- | ---------------- | ---------------- | ---------------- | ---------------- | ---------------- | ---------------- | ---------------- | ---------------- | ---------------- | ---------------- | ---------------- | ---------------- |
| Джерело:                                      |                  |                  |                  |                  |                  |                  |                  |                  |                  |                  |                  |                  |                  |